# Triac-Lautrait
Triac-Lautrait est une commune du Sud-Ouest de la France, située dans le département de la Charente (région Nouvelle-Aquitaine).
Ses habitants sont les Trilautins et les Trilautines.

## Géographie

### Localisation et accès
Triac-Lautrait est une commune située à 4 km à l'est de Jarnac et 23 km à l'ouest d'Angoulême, sur la rive droite de la Charente.
Triac-Lautrait est aussi à 10 km à l'est d'Hiersac, 11 km au sud-ouest de Rouillac, 12 km au nord-ouest de Châteauneuf et 16 km à l'ouest de Cognac.
La commune est limitée, au sud, par la Charente et au nord par l'ancienne route nationale 141 d'Angoulême à Saintes, renumérotée en N 2141 depuis l'ouverture de la déviation de Jarnac en 2006 qui passe plus au nord, maillon de la route Centre-Europe Atlantique. La commune est aussi traversée, d'est en ouest mais plus au sud, par la D 22, route de Châteauneuf à Jarnac longeant la Charente par la rive droite, et qui passe par le bourg de Triac. La D 18 de Bassac à Rouillac limite la commune à l'est.

### Hameaux et lieux-dits

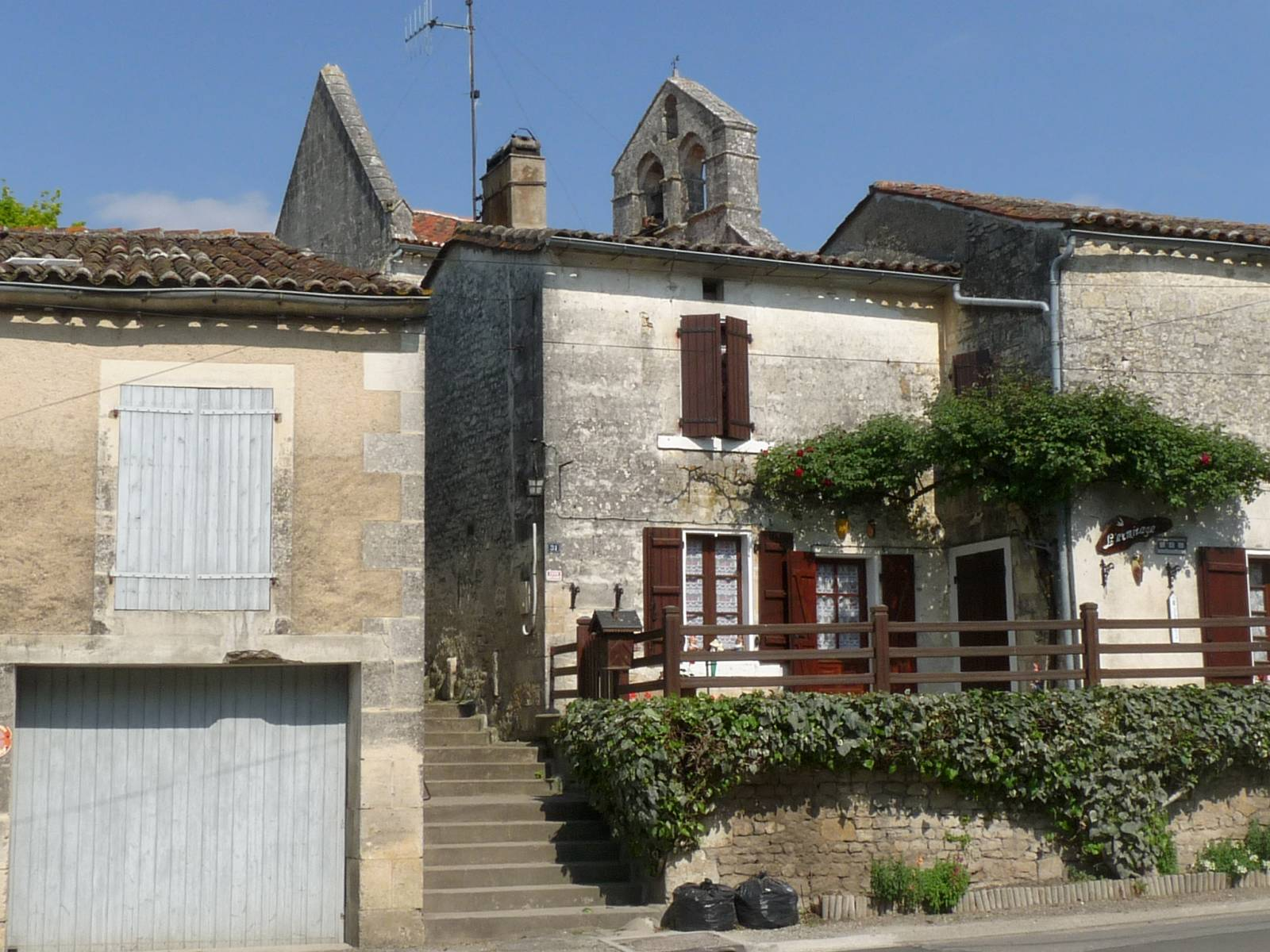
Le bourg de Triac et son église.

Le bourg de Triac, à six kilomètres est de Jarnac, groupe ses maisons autour de l'église et du château.
Le centre de population le plus important est le gros village de Lautrait, qui s'élève près de l'ancienne route nationale 141. C'est là que se trouvent la mairie et l'école.
Les autres hameaux sont Lantin et la Rente.

### Communes limitrophes
|                   | Foussignac               |          |
| Jarnac            | Triac-Lautrait           | Mérignac |
| Mainxe-Gondeville | Saint-Même-les-Carrières | Bassac   |

### Géologie et relief
Le sol de la commune est calcaire et appartient au Purbeckien, ancienne zone lagunaire de la fin du Jurassique, qui s'étendait vers l'ouest dans tout le Pays Bas et riche en gypse. Le Portlandien (Jurassique supérieur) occupe la limite nord de la commune, entre Bourras et Lautrait.
Au sud de la route de Jarnac à Châteauneuf s'étend la vallée de la Charente, dont la zone inondable est couverte par des alluvions du Quaternaire. Des alluvions moins récentes occupent la petite zone de la pyramide du Prince de Condé,,.
Le relief de la commune est celui d'une vaste plaine d'une altitude moyenne de 30 m, légèrement inclinée vers la Charente qui borde la commune au sud, plantée de vignobles de cognac.
La vallée de la Charente forme une vaste prairie, qui se prolonge, d'un côté, jusqu'à Bassac et, de l'autre, jusque près de Jarnac.
Le point culminant est à une altitude de 49 m, situé sur la limite de commune sur l'ancienne route nationale entre Lantin et le Grand Bourras. Le point le plus bas est à 12 m, situé au bord de la Charente dans la prairie de Triac. Les bourgs de Triac et Lautrait sont à environ 20 m d'altitude.

### Hydrographie

#### Réseau hydrographique
La commune est située dans le bassin versant de la Charente au sein du Bassin Adour-Garonne. Elle est drainée par la Charente, le ruisseau de la Gorre, le ruisseau de l'Etang et par deux petits cours d'eau, qui constituent un réseau hydrographique de 7 km de longueur totale,.
La commune est bordée au sud par la Charente. À l'ouest la commune est limitée par la Belloire, minuscule affluent de la Charente.
On peut trouver quelques fontaines, dont celle de Lautrait qui alimente la Belloire et celle de Triac, sur un autre petit affluent de la Charente qui irrigue le parc du château.

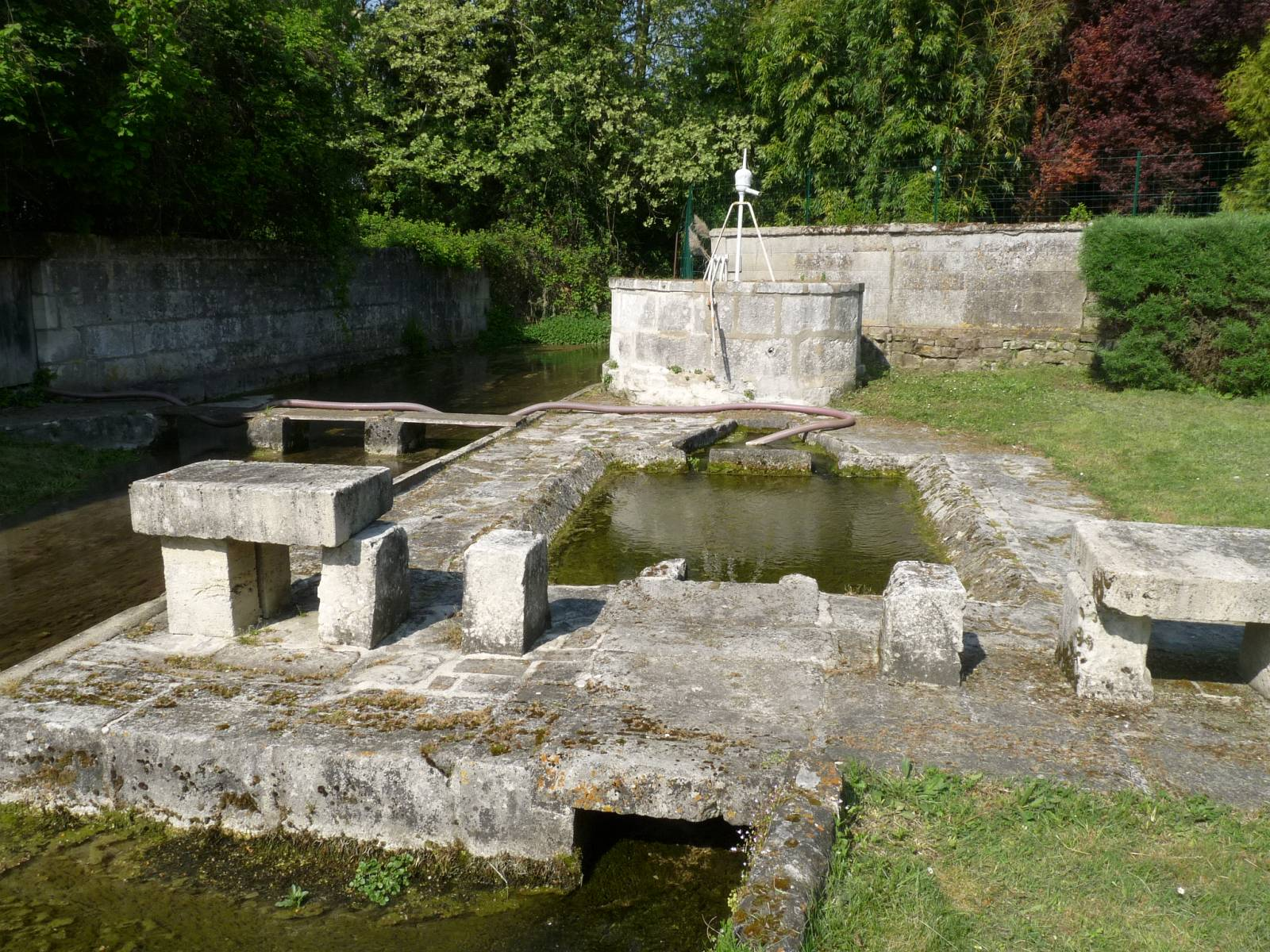
Fontaine-lavoir à Triac.
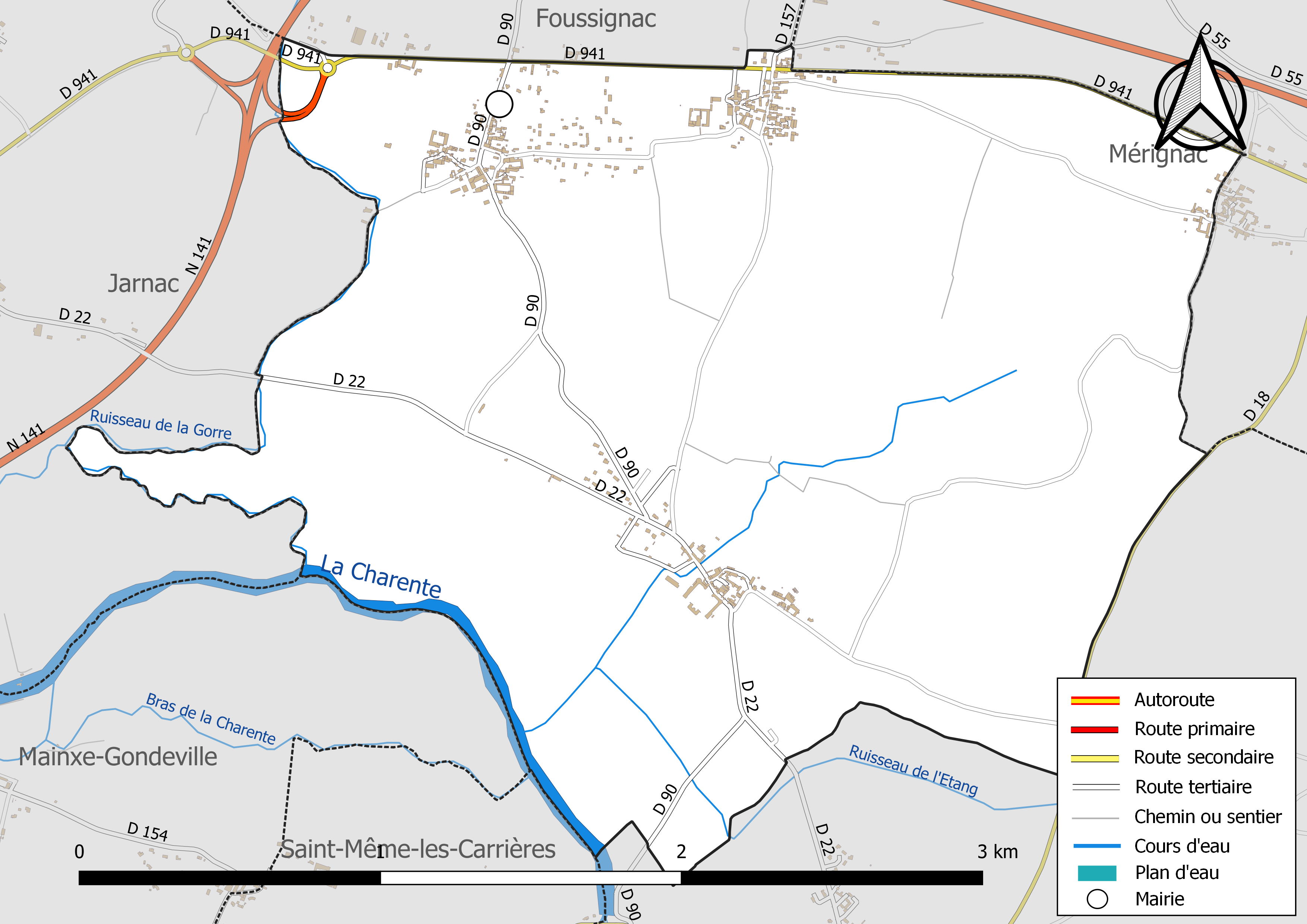
Réseaux hydrographique et routier de Triac-Lautrait

#### Gestion des eaux
Le territoire communal est couvert par le schéma d'aménagement et de gestion des eaux (SAGE) « Charente ». Ce document de planification, dont le territoire correspond au bassin de la Charente, d'une superficie de 9 300 km2, a été approuvé le 19 novembre 2019. La structure porteuse de l'élaboration et de la mise en œuvre est l'établissement public territorial de bassin Charente. Il définit sur son territoire les objectifs généraux d’utilisation, de mise en valeur et de protection quantitative et qualitative des ressources en eau superficielle et souterraine, en respect des objectifs de qualité définis dans le troisième SDAGE  du Bassin Adour-Garonne qui couvre la période 2022-2027, approuvé le 10 mars 2022.

### Climat
Comme dans les trois quarts sud et ouest du département, le climat est océanique aquitain.

## Urbanisme

### Typologie
Au 1er janvier 2024, Triac-Lautrait est catégorisée commune rurale à habitat dispersé, selon la nouvelle grille communale de densité à 7 niveaux définie par l'Insee en 2022.
Elle appartient à l'unité urbaine de Jarnac, une agglomération intra-départementale dont elle est une commune de la banlieue,. La commune est en outre hors attraction des villes,.

### Occupation des sols
L'occupation des sols de la commune, telle qu'elle ressort de la base de données européenne d’occupation biophysique des sols Corine Land Cover (CLC), est marquée par l'importance des territoires agricoles (83,4 % en 2018), en diminution par rapport à 1990 (90,6 %). La répartition détaillée en 2018 est la suivante : 
cultures permanentes (48,9 %), zones agricoles hétérogènes (20 %), terres arables (13,5 %), forêts (9,4 %), zones urbanisées (7,2 %), prairies (1 %). L'évolution de l’occupation des sols de la commune et de ses infrastructures peut être observée sur les différentes représentations cartographiques du territoire : la carte de Cassini (XVIIIe siècle), la carte d'état-major (1820-1866) et les cartes ou photos aériennes de l'IGN pour la période actuelle (1950 à aujourd'hui).

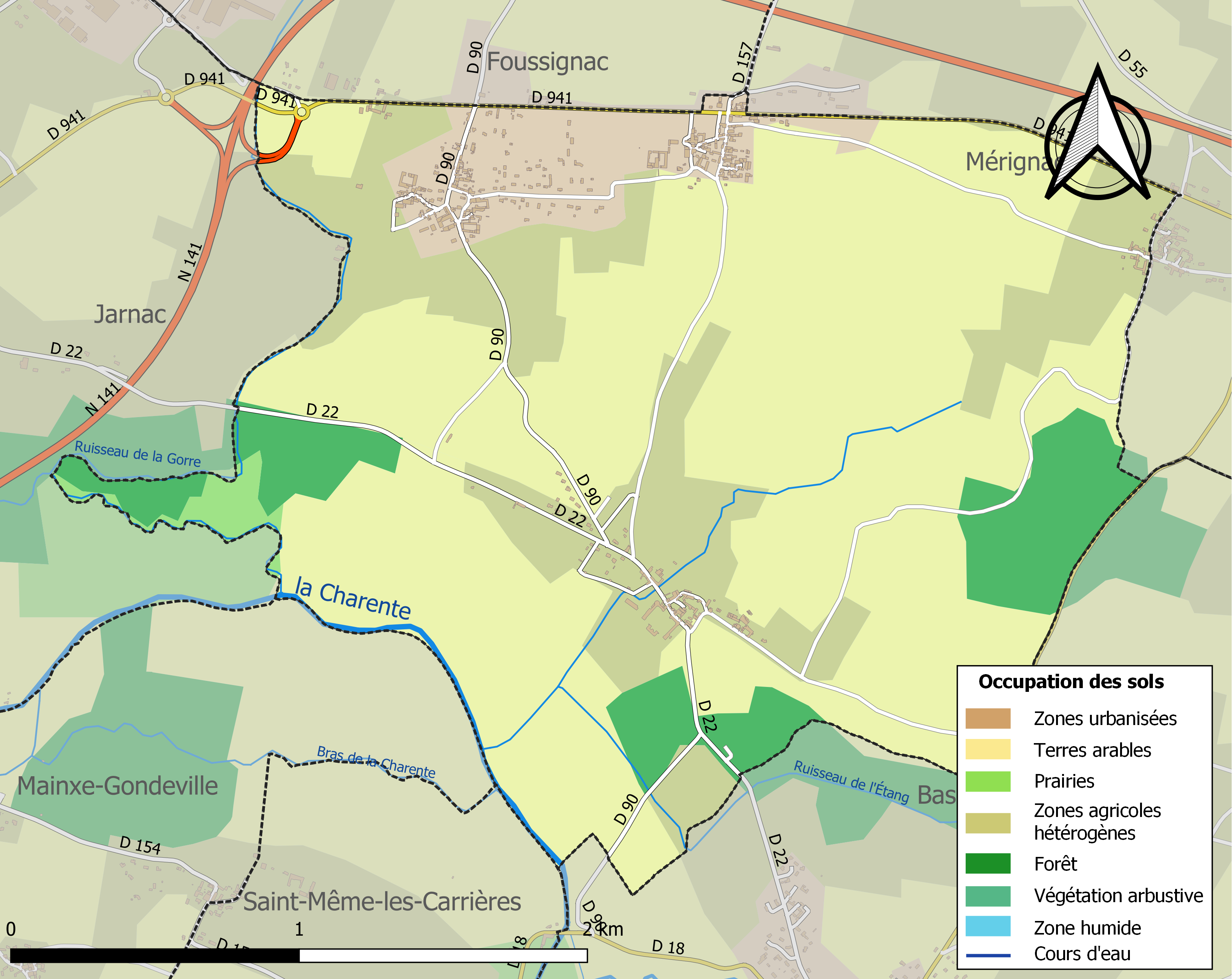
Carte des infrastructures et de l'occupation des sols de la commune en 2018 (CLC).

### Risques majeurs
Le territoire de la commune de Triac-Lautrait est vulnérable à différents aléas naturels : météorologiques (tempête, orage, neige, grand froid, canicule ou sécheresse), inondations et séisme (sismicité modérée). Il est également exposé à un risque technologique,  le transport de matières dangereuses. Un site publié par le BRGM permet d'évaluer simplement et rapidement les risques d'un bien localisé soit par son adresse soit par le numéro de sa parcelle.

#### Risques naturels
La commune fait partie du territoire à risques importants d'inondation (TRI) Saintes-Cognac-Angoulême, regroupant 46 communes concernées par un risque de débordement du fleuve Charente (34 en Charente et 12 en Charente-Maritime), un des 18 TRI qui ont été arrêtés fin 2012 sur le bassin Adour-Garonne. Les événements antérieurs à 2014 les plus significatifs sont les crues de l'hiver 1779, de 1842, de 1859, du 9 décembre 1882 du 19 février 1904, du 10 janvier 1961, de mars-avril 1962, du 24 décembre 1982 et du 8 janvier 1994. Des cartes des surfaces inondables ont été établies pour trois scénarios : fréquent (crue de temps de retour de 10 ans à 30 ans), moyen (temps de retour de 100 ans à 300 ans) et extrême (temps de retour de l'ordre de 1 000 ans, qui met en défaut tout système de protection). La commune a été reconnue en état de catastrophe naturelle au titre des dommages causés par les inondations et coulées de boue survenues en 1982, 1987 et 1999,.

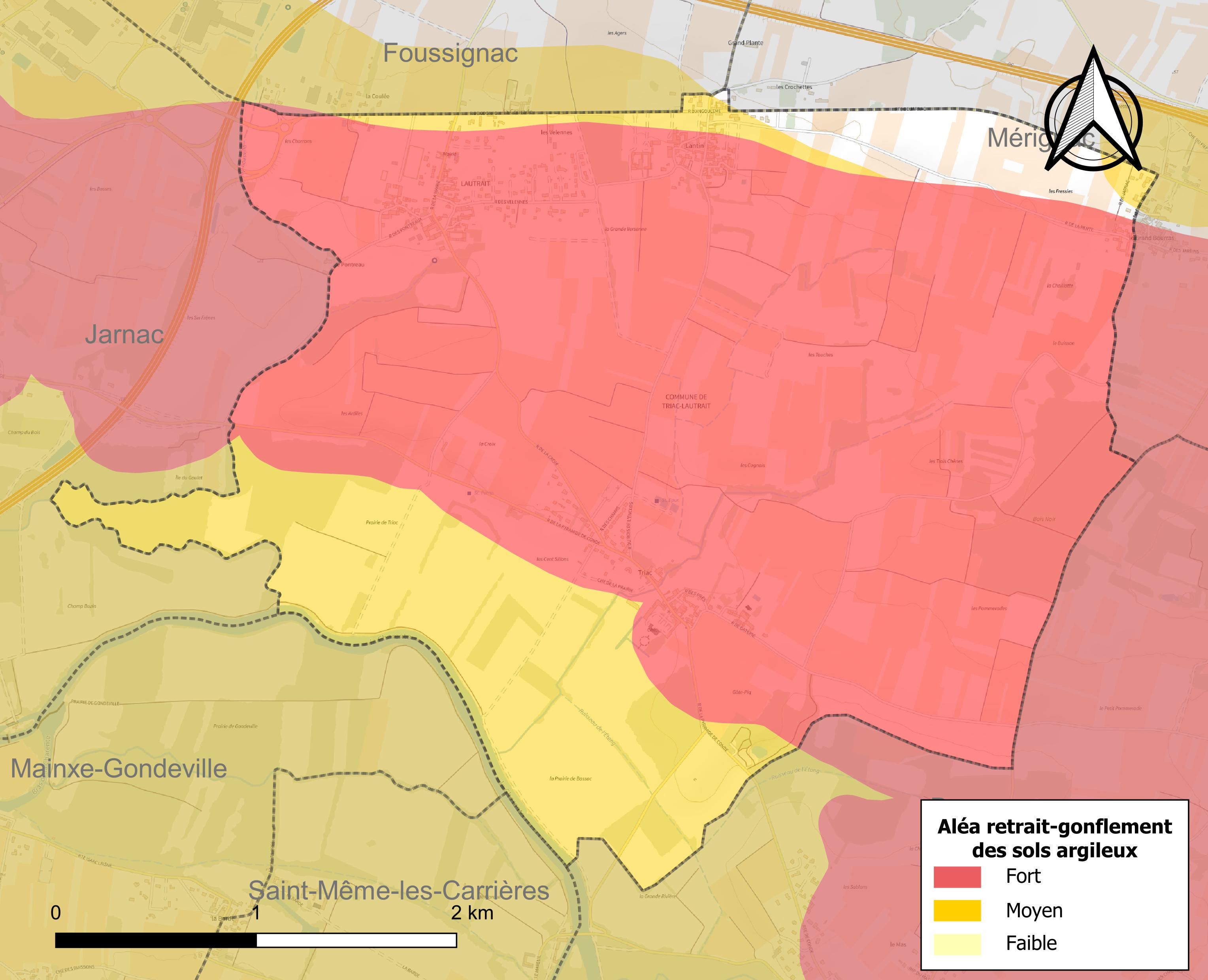
Carte des zones d'aléa retrait-gonflement des sols argileux de Triac-Lautrait.

Le retrait-gonflement des sols argileux est susceptible d'engendrer des dommages importants aux bâtiments en cas d’alternance de périodes de sécheresse et de pluie. 96 % de la superficie communale est en aléa moyen ou fort (67,4 % au niveau départemental et 48,5 % au niveau national). Sur les 214 bâtiments dénombrés sur la commune en 2019,  211 sont en aléa moyen ou fort, soit 99 %, à comparer aux 81 % au niveau départemental et 54 % au niveau national. Une cartographie de l'exposition du territoire national au retrait gonflement des sols argileux est disponible sur le site du BRGM,.
Par ailleurs, afin de mieux appréhender le risque d’affaissement de terrain, l'inventaire national des cavités souterraines permet de localiser celles situées sur la commune.
Concernant les mouvements de terrains, la commune a été reconnue en état de catastrophe naturelle au titre des dommages causés par la sécheresse en 2005 et par des mouvements de terrain en 1999.

#### Risques technologiques
Le risque de transport de matières dangereuses sur la commune est lié à sa traversée par une ou des infrastructures routières ou ferroviaires importantes ou la présence d'une canalisation de transport d'hydrocarbures. Un accident se produisant sur de telles infrastructures est susceptible d’avoir des effets graves sur les biens, les personnes ou l'environnement, selon la nature du matériau transporté. Des dispositions d’urbanisme peuvent être préconisées en conséquence.

## Toponymie
Les formes anciennes sont Triaco en 852, villa Trilliaco en 904.
L'origine du nom de Triac remonterait à un nom de personne gallo-romain Trius auquel est apposé le suffixe -acum, ce qui correspondrait à Triacum, « domaine de Trius »,. Tri- est un terme de nom propre gaulois.
Créée Triac en 1793 à partir du nom de la paroisse, le nom de la commune est devenu Triac-Lautrait en 1932.
À la suite d'une consultation citoyenne et de l’organisation d’un scrutin par la municipalité, les habitants de Triac-Lautrait qui n’avaient pas de gentilé ont pu se prononcer fin 2017. Le gentilé Trilautine et Trilautin qu’ils ont choisi vient d’une composition des trois principaux hameaux, Triac, Lautrait et Lantin,.

## Histoire

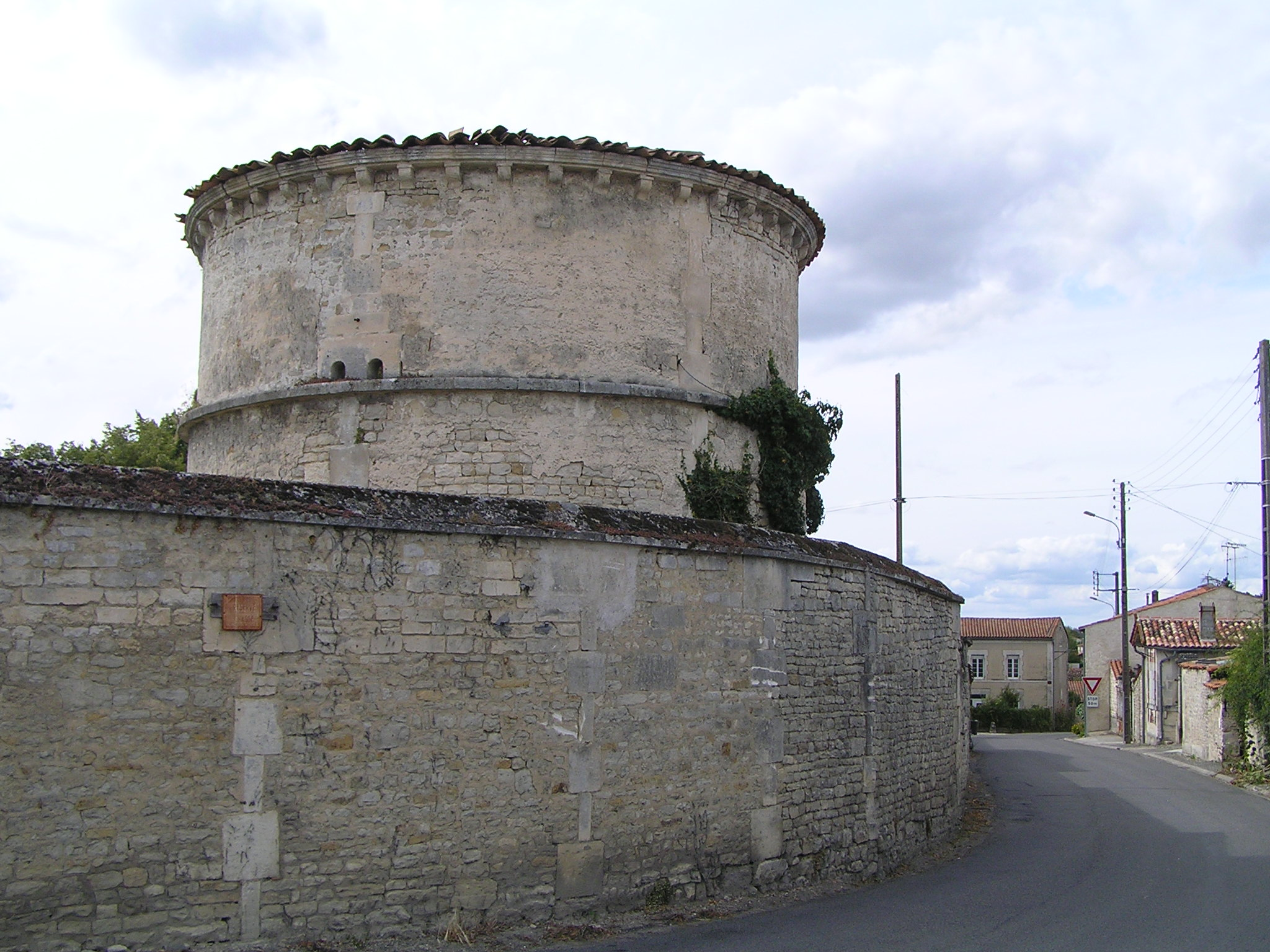
Pigeonnier du château de Triac.

La commune était autrefois une dépendance de la seigneurie de Lartige, qui elle-même relevait de la châtellenie de Jarnac et Triac, au XIe siècle, faisait partie de la seigneurie de Jarnac.
On trouve autour de l’église, un ancien prieuré de l'ordre de Saint-Benoît, les fondations du château primitif, un château fort élevé sur la colline qui domine le bourg.
Ce premier château, ainsi qu’une partie de l’église, fut détruit pendant la guerre de Cent Ans.
Dès le XIVe siècle, la seigneurie de Lartige appartenait à la famille de Lestang. Du nouveau château plus proche du fleuve, il ne reste qu'une des deux tours qui flanquaient le corps de logis après qu'il a été incendié en 1569 par les protestants après la bataille de Jarnac marquant les guerres de religion.
C'est dans la prairie que se déroula la phase principale de la bataille de Jarnac en 1569, et que le prince de Condé, commandant l'armée protestante face au duc d'Anjou (le futur roi Henri III) trouva la mort de façon ignominieuse. Blessé durant le combat, Condé tentait de se rendre lorsqu'il fut assassiné d'un coup de pistolet par Joseph-François de Montesquiou, capitaine des gardes du duc d'Anjou appelés les manteaux rouges. Promené sur une ânesse, son cadavre fut l'objet des quolibets de l'armée catholique avant d'être exposé pendant deux jours sur une table au château de Jarnac.
Au XVIe siècle, par suite d'une alliance, une partie de la seigneurie de Triac passa à la famille Le Musnier, qui, au XVIIe siècle, restaura le château. La famille Le Meusnier était originaire d'Angoulême, où elle avait exercé plusieurs charges de judicature ; elle descendait de François Le Meusnier, maire en 1592, 1593 et 1600, qui possédait le fief de Lartige et était président en l'Élection d'Angoulême.
François Le Musnier, sieur de Lartige, mourut en 1605, laissant plusieurs enfants. L'aînée des filles épousa François Lambert, sieur des Andreaux, et lui porta en dot une partie de la seigneurie de Lartige, qui passa ensuite, par mariage du 7 février 1645 avec Catherine Lambert, à Samuel Pasquet, écuyer, sieur de Piégut. Le fils de ces derniers, François Pasquet, fut un magistrat du Présidial d'Angoulême, qui se fit appeler Monsieur de Lartige. Il laissa lui-même une fille, Jeanne Pasquet de Lartige, qui épousa Jean Normand, écuyer, sieur de la Tranchade.
Le fils cadet de François Le Musnier, Clément, conserva le château de Triac qui resta dans la famille jusque vers l'année 1768. À cette époque, Louis Le Musnier, lieutenant-général et seigneur de Raix, vendit Triac à messire Abraham Bonniot, chevalier, seigneur de Fleurac, Salignac et autres lieux. Ce dernier fit édifier de 1773 à 1777 un nouveau château, encore plus près de la Charente.
En 1802, le château de Triac fut acquis par monsieur Roy d'Angeac, dont la petite-fille épousa Louis-Joseph de Fereire. Vendu de nouveau en 1871, il changea plusieurs fois de propriétaire depuis cette époque et fut encore incendié en 1877. Racheté par un négociant il a été restauré.

## Administration
| Période                                  | Période  | Identité          | Étiquette | Qualité                          |
| ---------------------------------------- | -------- | ----------------- | --------- | -------------------------------- |
| Les données manquantes sont à compléter. |          |                   |           |                                  |
| avant 1988                               | ?        | Marc Joubert      |           |                                  |
| 2001                                     | 2014     | Michel Gambier    | SE        | Employé chais de cognac retraité |
| 2014                                     | En cours | Sébastien Bretaud | SE        | Chef de service médico-social    |

Triac-Lautrait a toujours appartenu au canton de Jarnac et au district devenu arrondissement de Cognac.

### Fiscalité
La fiscalité en 2007 est d'un taux de 15,67 % sur le bâti, 39,36 % sur le non bâti, et 8,64 %  pour la taxe d'habitation.
La communauté de communes de Jarnac prélève la taxe professionnelle au taux 10,26 %.

## Démographie

### Évolution démographique
L'évolution du nombre d'habitants est connue à travers les recensements de la population effectués dans la commune depuis 1793. Pour les communes de moins de 10 000 habitants, une enquête de recensement portant sur toute la population est réalisée tous les cinq ans, les populations de référence des années intermédiaires étant quant à elles estimées par interpolation ou extrapolation. Pour la commune, le premier recensement exhaustif entrant dans le cadre du nouveau dispositif a été réalisé en 2006.

En 2022, la commune comptait 462 habitants, en évolution de +2,21 % par rapport à 2016 (Charente : −0,48 %, France hors Mayotte : +2,11 %).
| 1793 | 1800 | 1806 | 1821 | 1831 | 1841 | 1846 | 1851 | 1856 |
| ---- | ---- | ---- | ---- | ---- | ---- | ---- | ---- | ---- |
| 447  | 510  | 481  | 488  | 518  | 464  | 504  | 501  | 494  |

| 1861 | 1866 | 1872 | 1876 | 1881 | 1886 | 1891 | 1896 | 1901 |
| ---- | ---- | ---- | ---- | ---- | ---- | ---- | ---- | ---- |
| 508  | 473  | 457  | 457  | 419  | 420  | 410  | 420  | 391  |

| 1906 | 1911 | 1921 | 1926 | 1931 | 1936 | 1946 | 1954 | 1962 |
| ---- | ---- | ---- | ---- | ---- | ---- | ---- | ---- | ---- |
| 406  | 379  | 335  | 329  | 291  | 294  | 334  | 314  | 342  |

| 1968 | 1975 | 1982 | 1990 | 1999 | 2006 | 2011 | 2016 | 2021 |
| ---- | ---- | ---- | ---- | ---- | ---- | ---- | ---- | ---- |
| 344  | 339  | 342  | 401  | 398  | 434  | 450  | 452  | 463  |

| 2022 | - | - | - | - | - | - | - | - |
| ---- | - | - | - | - | - | - | - | - |
| 462  | - | - | - | - | - | - | - | - |

### Pyramide des âges
La population de la commune est relativement jeune.
En 2018, le taux de personnes d'un âge inférieur à 30 ans s'élève à 33,4 %, soit au-dessus de la moyenne départementale (30,2 %). À l'inverse, le taux de personnes d'âge supérieur à 60 ans est de 23,6 % la même année, alors qu'il est de 32,3 % au niveau départemental.
En 2018, la commune comptait 234 hommes pour 217 femmes, soit un taux de 51,88 % d'hommes, largement supérieur au taux départemental (48,41 %).
Les pyramides des âges de la commune et du département s'établissent comme suit.
| Hommes | Classe d’âge | Femmes |
| ------ | ------------ | ------ |
| 1,7    | 90 ou +      | 2,4    |
| 4,4    | 75-89 ans    | 5,8    |
| 15,0   | 60-74 ans    | 18,2   |
| 24,6   | 45-59 ans    | 27,1   |
| 18,1   | 30-44 ans    | 16,1   |
| 21,4   | 15-29 ans    | 15,9   |
| 14,8   | 0-14 ans     | 14,5   |

| Hommes | Classe d’âge | Femmes |
| ------ | ------------ | ------ |
| 1      | 90 ou +      | 2,7    |
| 9,2    | 75-89 ans    | 12     |
| 20,6   | 60-74 ans    | 21,3   |
| 20,7   | 45-59 ans    | 20,3   |
| 16,8   | 30-44 ans    | 16     |
| 15,6   | 15-29 ans    | 13,4   |
| 16,1   | 0-14 ans     | 14,3   |

### Remarques
C'est durant la crise du phylloxéra, à la fin du XIXe siècle que Triac a vu sa population baisser.

## Économie

### Agriculture
La viticulture occupe une partie importante de l'activité agricole. La commune est classée dans les Fins Bois, dans la zone d'appellation d'origine contrôlée du cognac.
La commune comporte aussi des distilleries. Certains producteurs vendent cognac et pineau des Charentes à la propriété.

### Commerces
La commune comporte aussi les établissements Tiffon, deux entreprises de travaux viticoles, et quelques artisans (menuisier, pose de stores...).

## Équipements, services et vie locale

### Enseignement
L'école est un RPI entre Triac-Lautrait et Bassac.
Triac-Lautrait accueille l'école élémentaire et Bassac l'école primaire. L'école communale, Prince-de-Condé, située près de la mairie à Lautrait, comprend une seule classe. Le secteur du collège est Jarnac.
La MFR de Triac-Lautrait assure un enseignement agricole avec les classes de 4e et 3e en alternance, les BEPA viticulture-œnologie et horticulture, les bac pro horticulture et travaux paysagers et le CAP de fleuriste.

## Lieux et monuments

### Patrimoine religieux

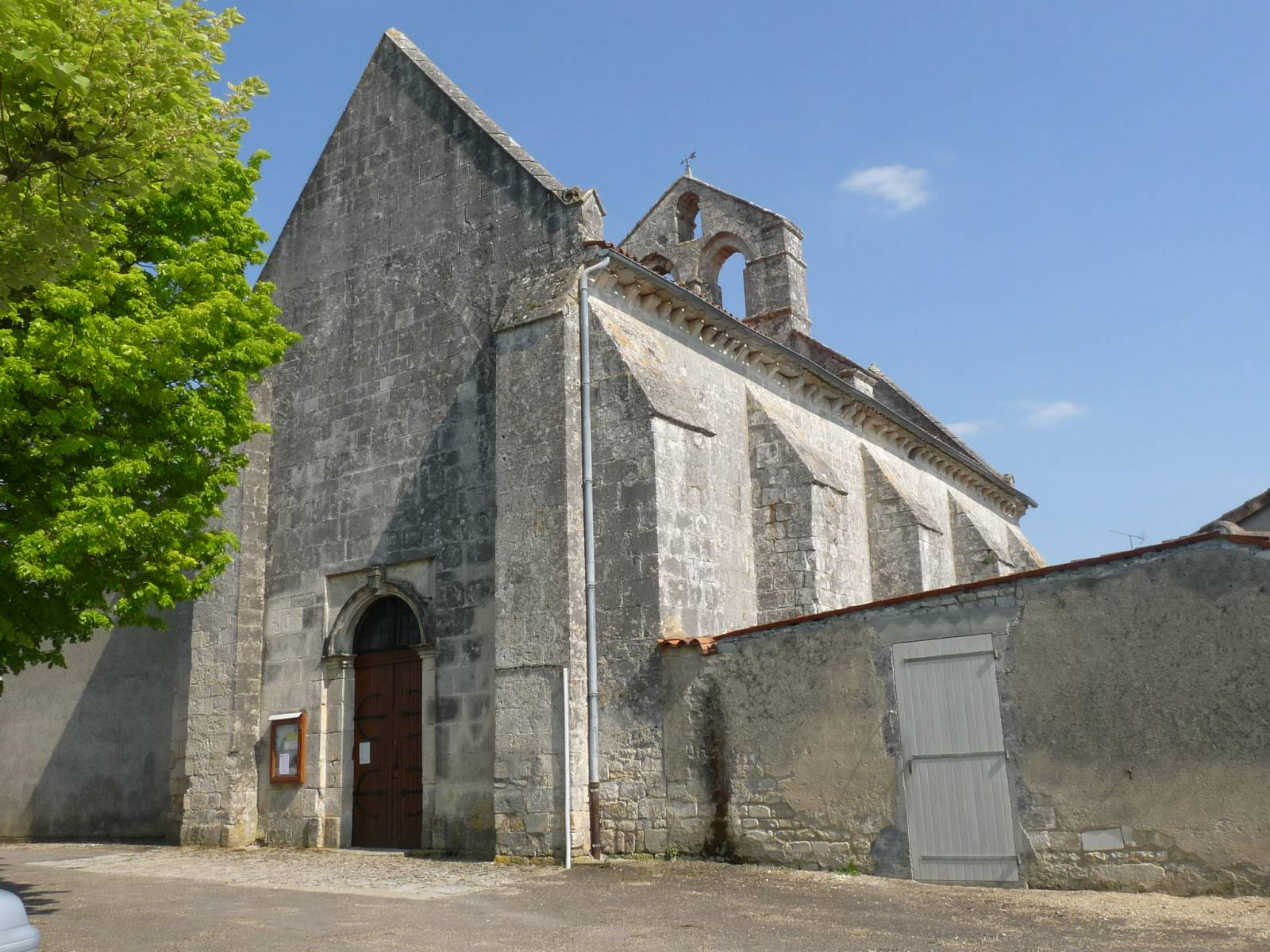
L'église Saint-Romain.

L'église paroissiale Saint-Romain est située à Triac. Elle est de l'ancien diocèse de Saintes, commune à la paroisse et au prieuré bénédictin du lieu, qui appartenait à l'abbaye de Saint-Cybard d'Angoulême ; elle a été rebâtie au XIIe siècle. En partie détruite par les Anglais, elle a été restaurée au XVe siècle et sa longueur réduite ; puis ses voûtes se sont écroulées. Elle a été quelque peu réparée en 1898, époque où on lui a appliqué une tribune sur son mur ouest,,.

### Patrimoine civil

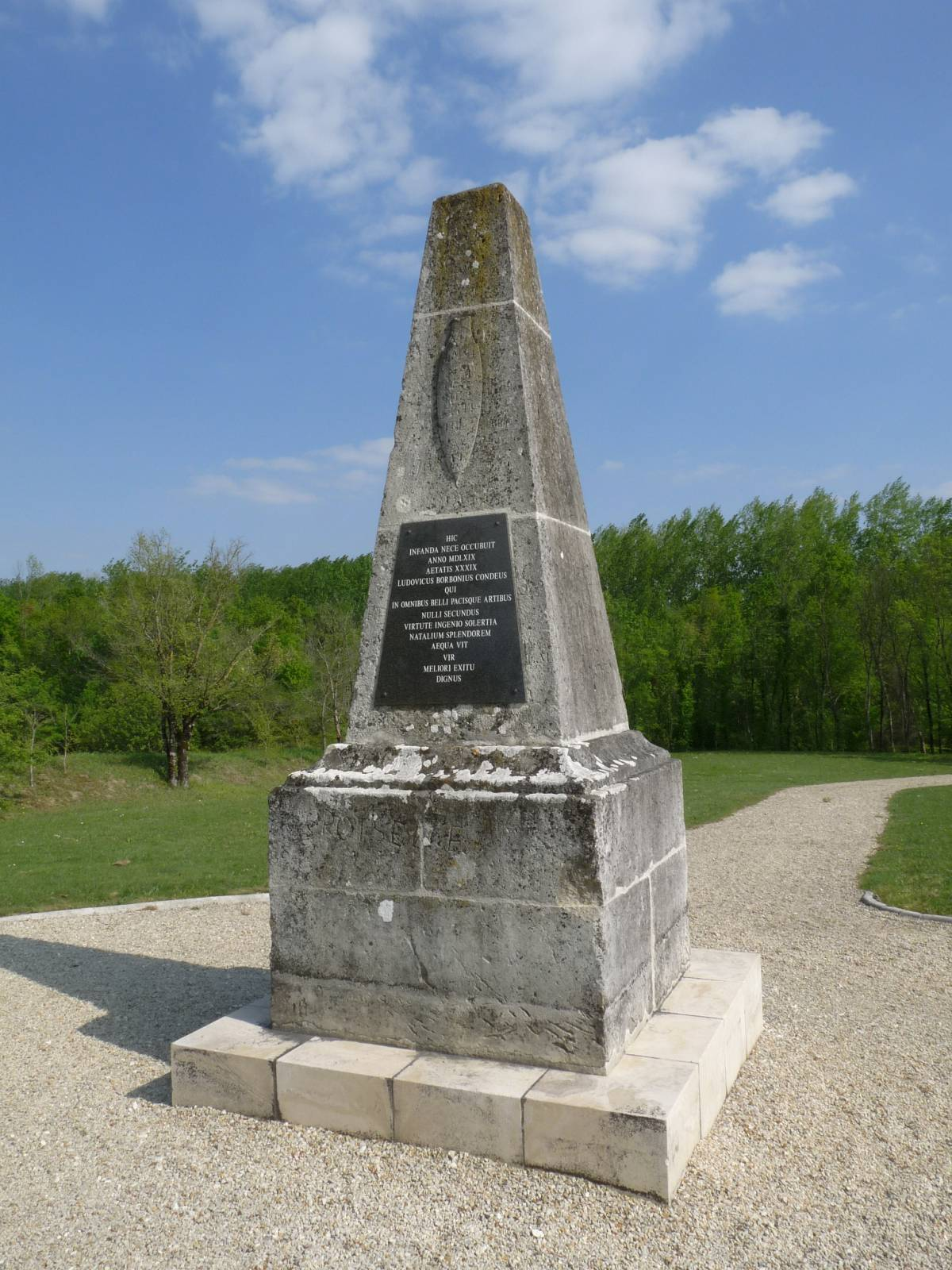
La pyramide de Condé.

La pyramide de Condé a été érigée sur le lieu où  Louis Ier de Bourbon-Condé, prince de Condé, trouva la mort pendant la bataille de Jarnac qui vit, le 13 mars 1569, la victoire du duc d'Anjou, futur roi Henri III, sur les troupes protestantes.

La traduction de la plaque écrite en latin est

« En ce lieu, succomba d'une mort déplorable, l'an 1569, Louis de Bourbon, prince de Condé, qui, ne le cédant à personne dans tout ce qui regarde la paix et la guerre, égala par son courage, son génie, son habileté, l'éclat de la naissance, prince digne d'une meilleure fin. »

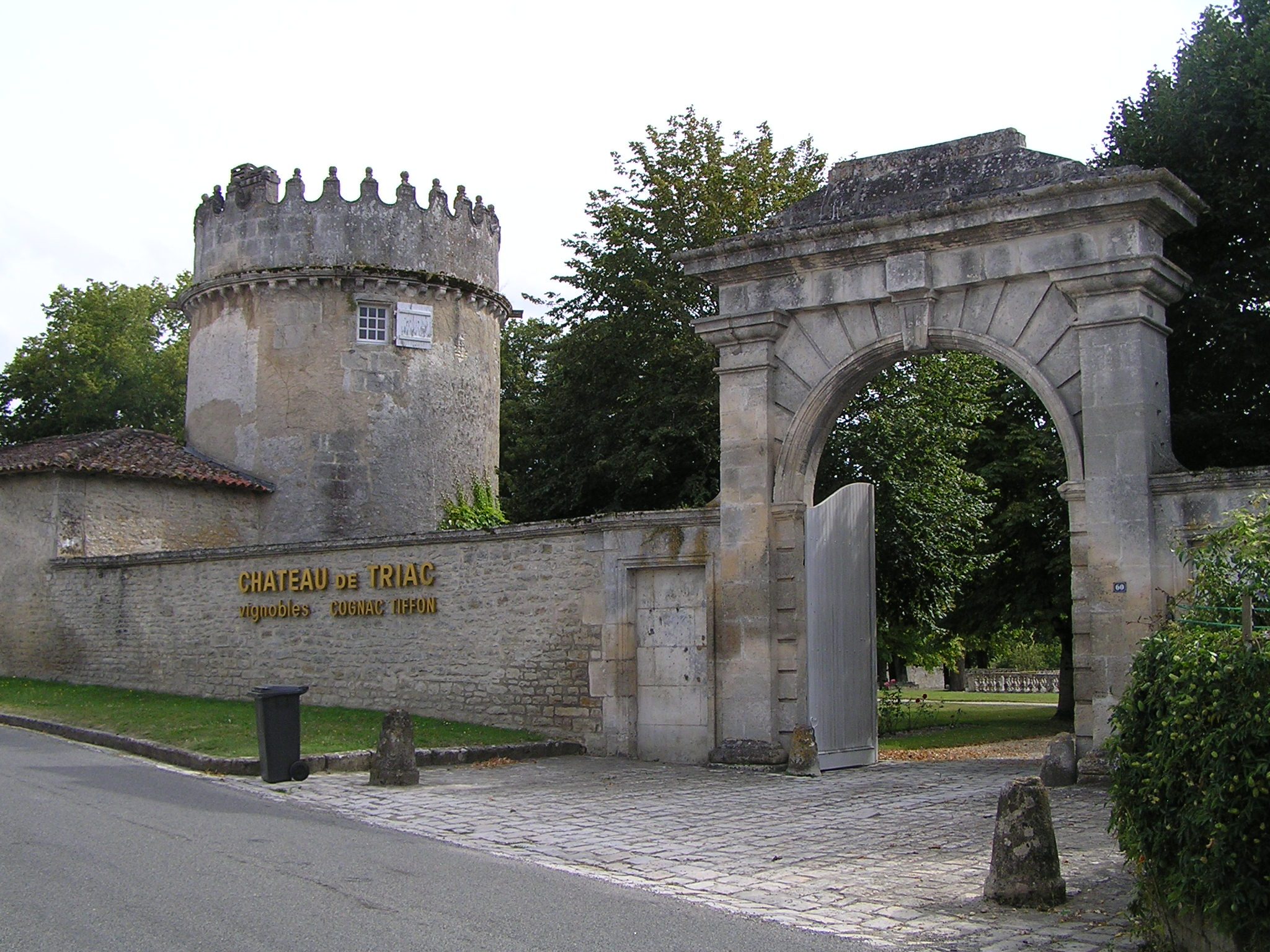
L'entrée du château.

Le château de Triac a été reconstruit au XVIIIe siècle à l'emplacement du château du XVe siècle incendié en 1569 par les protestants, restauré et détruit par un nouvel incendie, reconstruit encore plus près de la Charente, terminé en 1777, incendié en 1877 et rebâti à l'identique. Il comporte un parc, des fossés, un vivier, un pigeonnier et des dépendances agricoles.

### Patrimoine environnemental
Le GR 4 qui va de Royan à Grasse traverse la commune.

## Personnalités liées à la commune
- Emmeline Ragot, championne de France 2006 de descente en VTT, réside dans la commune.